# Bruggmannia depressa
Bruggmannia depressa är en tvåvingeart som först beskrevs av Jean-Jacques Kieffer 1913.  Bruggmannia depressa ingår i släktet Bruggmannia och familjen gallmyggor. Inga underarter finns listade i Catalogue of Life.